# دردشة خاصة (فلم 2020)
دردشة خاصة (بالإنجليزية: PVT Chat) فيلم دراما، وإثارة أمريكي لعام 2020 من تأليف وإخراج بن هوزي، وتمثيل النجوم النجوم بيتر فاك، وبادي دورس، ونيكي بيلفيليو. يتابع الفيلم جاك، المقامر على الإنترنت، الذي يصب اهتمامه على فتاة تظهر على كاميرات الإنترنت. عُرض الفيلم لأول مرة في مهرجان فانتازيا السينمائي الدولي في 21 أغسطس 2020.

## طاقم التمثيل
جوليا فوكس: في دور سكارليت
بيتر فاك: في دور جاك
داشا نيكراسوفا: في دور فتاة لطيفة لك ( )
هيذر أليسون: في دور الفتاة الخلابة 357.
نيكي بلفيجليو: في دور إيما
أوستن براون: في دور أوستن براون
أتيكوس كاين: في دور هنري المالك
ميشيل تشو: في دور فتاة الكاميرا
أندرو كلارك: في دور نادل في المعرض
أوليفر ديفيد: في دور مشغل طائرة بدون طيار
آلي ديفيس: في دور فينوس
أندرو رايدر: في دور جوني
كونغ تشن: في دور بوديجا كليرك
ماكس غولدباوم: في دور ابن ويل
بالاشتراك مع: هولي أوفرتون - داشا نيكراسوفا - سام يورك - بن هوزي - فينس ماكليلاند - ديفيد هاميلتون - آنا خاشيان - جو واكمان - أوستن براون - هيذر أليسون - كينيشيا جرين - جانيل كرون - براين جودهارت - أوليفر ديفيد.

## أحداث الفيلم
جاك (بيتر فاك) يجلس وحده في شقته المظلمة وهو يستمني أمام عارضة الأزياء سكارليت (جوليا فوكس). تظهر سيدة مسيطرة تسيء لفظياً لجاك بالإشارة إليه كواحد من عبيدها وتطلب منه أن يفتح فمه، وهي تطفئ سيجارتها داخل فمه. بعد انتهاء الجلسة الافتراضية، يظهر أن جاك رجل وحيد ومدمن على الإباحية. إنه يكسب رزقه من خلال لعب البلاك جاك على الإنترنت وينفق أمواله على فتيات الكاميرا، والتدليك النسائي المثير. بسبب إدمانه، يتأخر باستمرار عن دفع الإيجار ويضطر إلى تناول المعكرونة في معظم وجباته.
يستيقظ جاك بملابسه الداخلية ليجد الرسام يعيد طلاء الجدران باللون الأزرق الفاتح. أقام هو والرسام ويل (كيفن موتشيا) صداقة صغيرة بينما يتحدث ويل عن تجاربه الحياتية الغريبة. بينما يغادر الرسام لهذا اليوم، يحظى جاك بجلسة أخرى مع سكارليت حيث يبدو أنهم يتحدثون كأصدقاء. يواصل الكذب بشأن تقدم سي ستريم  سكارلت الذي يقود إلى الإشارة إلى أنها كانت تفكر في ذلك في حياتها الشخصية، مما يثير جاك.
تزداد سكارليت انزعاجًا أكثر فأكثر، وتقول لجاك إنها تعلم أنه اقتحم منزلها. ينكر هذا الادعاء، لكن سكارليت تقول إنه فحص بريدها الإلكتروني على جهاز الكمبيوتر الخاص بها، ويبدأ جاك في الضحك على حماقته. كلاهما يشجع بعضهما البعض على الاتصال بالشرطة لأنهما يشعران أنهما على حق، لكن لا يفعل ذلك في الواقع
بعد أن تهدأوا، سأل جاك سكارليت عن اسمها الحقيقي، لكنها تقول إنها تحب اسم سكارليت أكثر من اسمها الحقيقي. ثم يسأل عما إذا كان بإمكانهم ممارسة الجنس وتقول نعم. ومع ذلك ، نظرًا لأنها تمنحه وظيفة ضربة، لا يمكن أن يكون جاك صعبًا. ثم تبدأ سكارليت بلعب بيتهوفن وتعود إلى روتينها القديم من خلال معاملة جاك كعبد ونفخ دخان سيجارتها في فمه.

## الإنتاج والإصدار
تم تصوير الفيلم في الأسبوع الأخير من يناير وحتى منتصف فبراير 2018 في مدينة نيويورك (بروكلين، وكوينز، ومانهاتن).
عرض الفيلم لأول مرة عالميًا في مهرجان فانتازيا السينمائي الدولي لعام 2020، وحصلت شركة فيرتايجو ريليسينج على حقوق التوزيع بالمملكة المتحدة، وأيرلندا في 17 نوفمبر 2020، وتقوم شركة أفلام دارك ستار بإصدار الفيلم في دور العرض المتاحة في 5 فبراير 2021، متبوعًا بإصداره في منصات «فيديو عند الطلب» في 9 فبراير 2021.

## استقبال الفيلم
منح موقع الطماطم الفاسدة الفيلم تقييماً مقداره 65% بناءاً على آراء 40 ناقداً، وكتب إجماع نقاد الموقع: «نهج الفيلم الذكي، والدقيق للمواد التي يحتمل أن تكون مواداً منعشةً، لكن الفيلم يحاول لاستخدامها في خدمة قصة ذات مغزى».
منح موقع ميتاكريتيك الفيلم تقييماً مقداره 61% بناءاً على آراء 9 من النقاد.

## روابط خارجية
- مقالات تستعمل روابط فنية بلا صلة مع ويكي بيانات